# Daugiele
Daugiele (lit. Daugailiai) – miasteczko na Litwie, położone w okręgu uciańskim w rejonie uciańskim, siedziba starostwa Daugiele, 19 km na północny wschód od Uciany przy drodze Uciana-Jeziorosy, 351 mieszkańców (2001).
Znajduje się tu kościół katolicki z XIX wieku, szkoła podstawowa, poczta, ambulatorium oraz w pobliżu grodzisko o rozmiarach 40 × 30 metrów i wysokości kopca 15-18 metrów. Od 2004 roku miejscowość posiada własny herb i flagę nadane dekretem Prezydenta Republiki Litewskiej.